# (38446) 1999 SK17
1999 SK17 (asteroide 38446) é um asteroide da cintura principal. Possui uma excentricidade de 0.18635590 e uma inclinação de 11.49112º.
Este asteroide foi descoberto no dia 30 de setembro de 1999 por LINEAR em Socorro.